# 西志賀遺跡
座標: 北緯35度11分59.8秒 東経136度54分3.4秒 / 北緯35.199944度 東経136.900944度
西志賀遺跡（にししがいせき）は、愛知県名古屋市西区から北区にかけて広がる弥生時代の低湿地遺跡。西志賀貝塚とも称する。

## 概要
庄内川左岸の標高3メートルから4メートル程度の微高地に発達した遺跡であり、行政地名でいうと西区貝田町から北区西志賀町のあたりをその範囲としている。近隣には、北西に約5キロメートルの位置に東海地方最大級の弥生時代集落遺跡である朝日遺跡、北に約3キロメートルのところに月縄手遺跡、南南西約2.2キロメートルに名古屋城三の丸遺跡が所在する。また、ごく隣接して志賀公園遺跡、平手町遺跡が別の遺跡として認識されている。
当遺跡の特徴のひとつとして、弥生時代の大規模貝塚を擁していることが挙げられる。全国的にも弥生時代の貝塚の出土例は多くない。また、遠賀川式土器の東限であることから、学会から注目された遺跡でもある。

## 研究史
当地に貝塚があることは1792年（寛政4年）、綿神社の西方に川を掘削した際、ハマグリの貝殻が大量に出土したことから知られていた。その出来事により、当地の地名に貝塚と名付けられたとされる。
本格的な学術調査は、1930年（昭和5年）に吉田富夫が志賀公園造成工事中に遺物が出土したことで当地を訪ねた際、志賀公園付近に貝塚という地名があることを知り、貝殻および弥生土器を発見したことをきっかけに行われることになった。吉田の報告を受けた小栗鉄次郎が調査した結果、銅鏃を認め、西志賀貝塚として発表した。また、翌年には三郷悪水の暗渠化工事が行われたことで、遺物が大量に出土している。
数度の調査が行われ、1934年（昭和9年）には吉田が『考古学』誌において、「尾張国西志賀貝塚発見の土器に就いて」と題した研究成果発表をするに至った。
一方、小栗による遺物は愛知県庁に保管されていたものの、1943年（昭和18年）に当時の地方課長により他の遺跡の遺物とともに処分されることになった。しかし、これを小栗が東京帝室博物館・徳川美術館に寄付することで、その難を逃れることができた。特に西志賀遺跡の遺物は小栗が個人的に保管することになった。この資料に関しては、後に吉田の資料とともに、名古屋市博物館に寄贈もしくは寄託され、保管されている。
第二次世界大戦後、1947年（昭和22年）には東京大学が、翌年には名古屋大学・明治大学、1953年（昭和28年）には日本考古学協会がそれぞれ大規模な調査を実施し、弥生時代前期の遺物が大量に出土している。

## 主な出土品
貝田町式土器
当地の地名を冠した土器。弥生中期の土器。縄文的な要素と西日本的な要素を折衷し、当地の特徴を出したものであるとされる。細頸壷をその代表的な形状とし、色は暗褐色、櫛状の工具を使用して数本の横線が描かれている。

## 収蔵施設
当遺跡出土品の保管場所としては前述の名古屋市博物館のほか、京都大学総合博物館・独立行政法人文化財研究所奈良文化財研究所・明治大学考古学博物館・名古屋市見晴台考古資料館・名古屋大学考古学研究室・南山大学人類学博物館が挙げられる。